# Göteborgi Egyetem

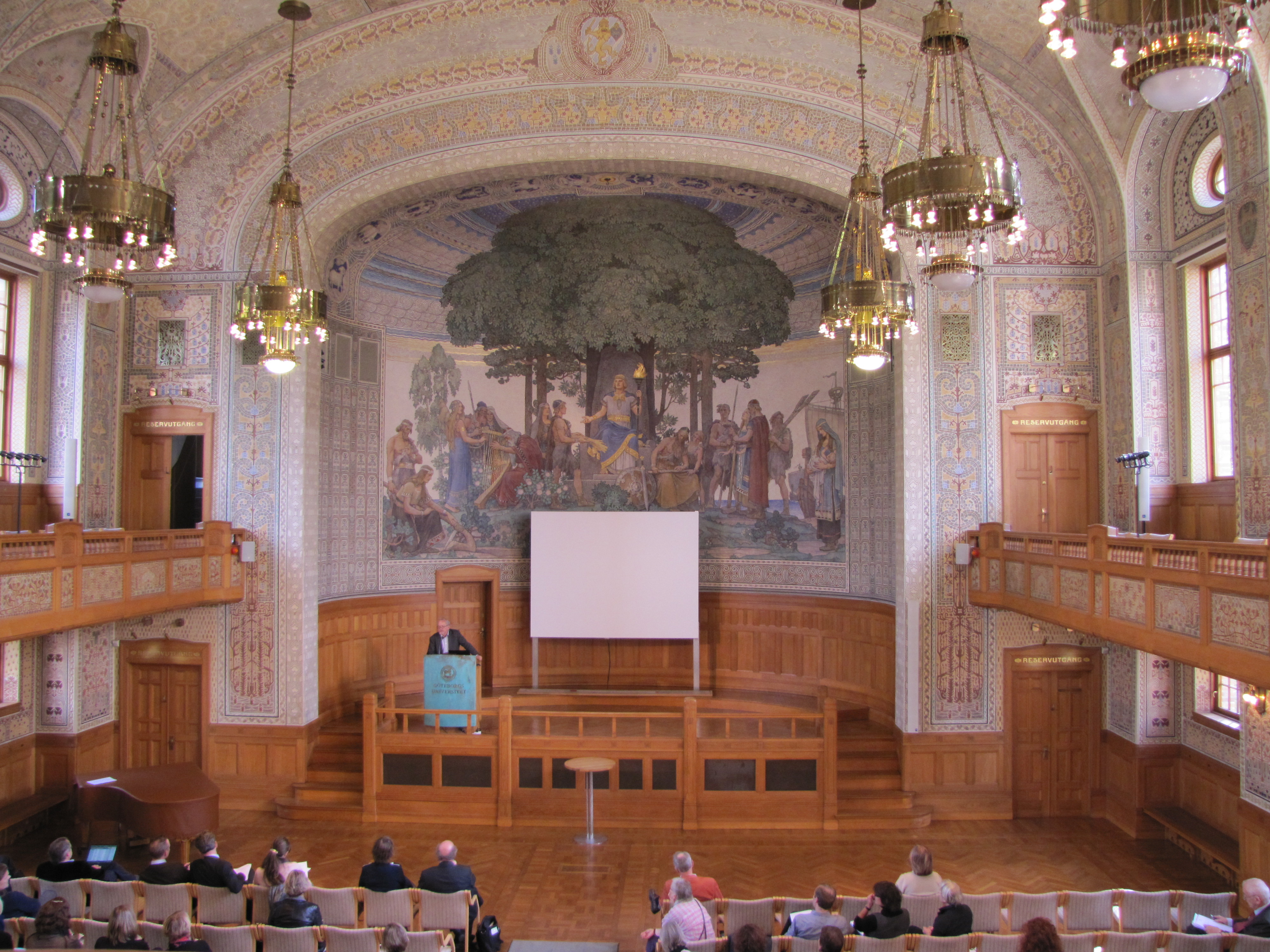
Előadás a főépület aulájában

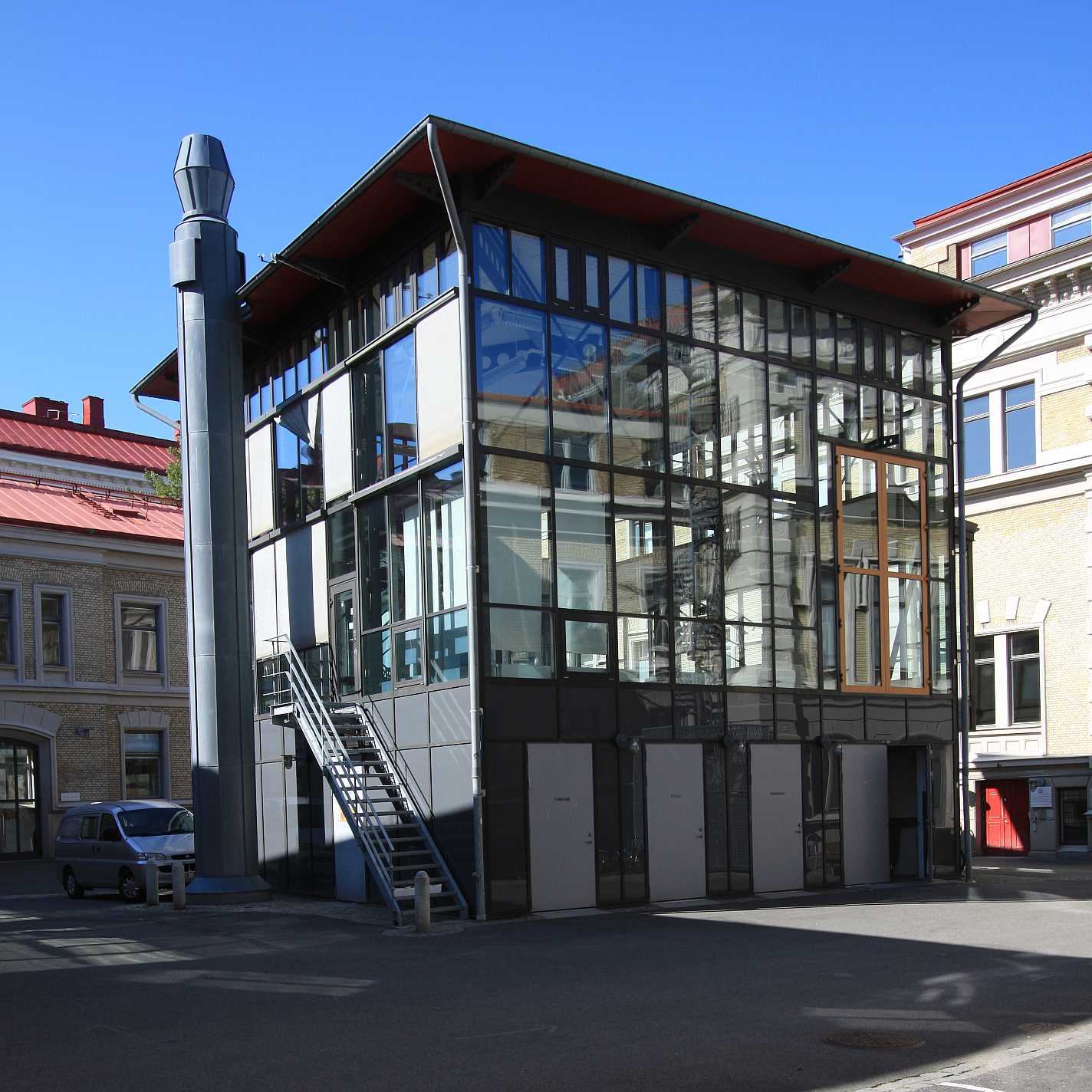
Modern acél- és üvegépület a fotográfiai főiskola udvarán

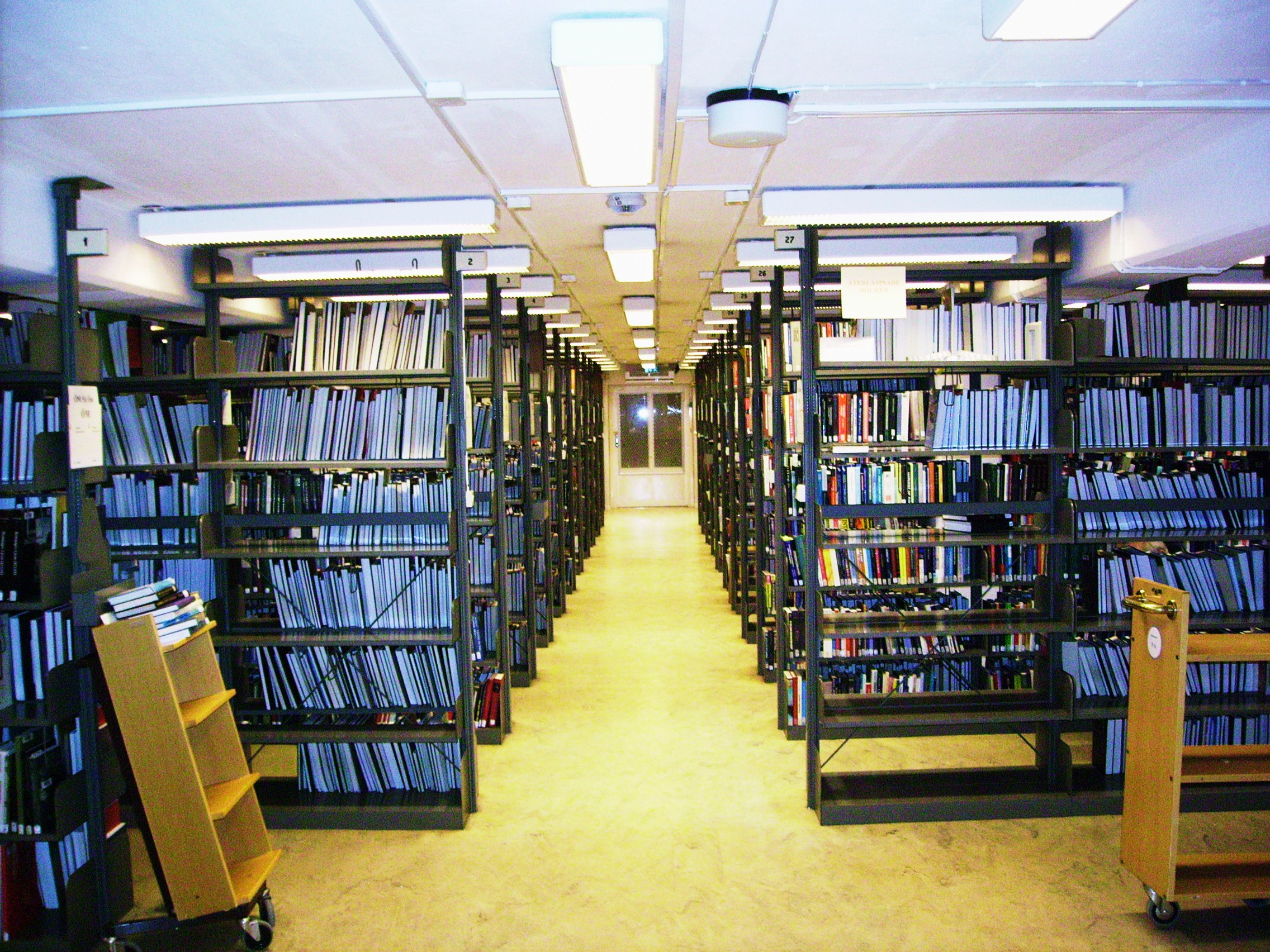
Az egyetemi könyvtár belső tere

A Göteborgi Egyetem (svédül: Göteborgs universitet, latinul: Universitas Regia Gothoburgensis) Észak-Európa egyik nagy egyeteme a svédországi Göteborgban. 5300 alkalmazottja (ebből 2500 tanár és doktorandusz, valamint 450 professzor) és 37 000 hallgatója van. Az ország egyik legnépszerűbb egyeteme: számos szakára többen jelentkeznek, mint bármely más egyetem hasonló programjára. Mintegy 40 tanszéke a legtöbb tudományágat lefedi, így az egyik legszélesebb körű svéd felsőoktatási intézmény, de nemzetközi összehasonlításban is szokatlanul átfogó.
A Chalmers Műszaki Egyetemmel, a Sahlgrenska Egyetemi Kórházzal, valamint a társadalmi, kereskedelmi és ipari szervezetekkel való együttműködés az elmúlt években erősödött, akárcsak a nemzetközi kapcsolatok és projektek.

## Elhelyezkedés
Az egyetem épületeinek többsége a városközpontban található. Ennek előnye, hogy a hallgatók könnyen hozzáférnek a kulturális, szórakozási és üzleti lehetőségekhez, valamint az egyetem partnerintézményeivel (például több jelentős svéd vállalattal) könnyebb a kapcsolattartás.
A főépületet 1907-ben adták át; a szögletes gránit oszlopok és két bronzoroszlán őrizte monumentális lépcsősor jellemezte épületet műemlékké nyilvánították. Napjainkban többek között az egyetem nyilvános eseményeinek ad helyet. Számos tanszék a belváros régi kőépületeiben bérel helyet magának, de a számos új egyetemi épület is erősítette a belvárosi koncentrációt, valódi városi egyetemmé téve az intézményt.

## Történelem
A Göteborgi Egyetemet 1891-ben alapították Göteborgs högskola néven, magánadományok segítségével. Kezdetben hét professzor hét tárgyat oktatott 21 hallgatónak (köztük 4 nőnek). 1907-ben vált önálló egyetemmé (högskola), amikor elnyerte ugyanazt a státuszt, mint az Uppsalai és a Lundi Egyetem. Ekkor épült a főépület is. Az universitet státuszt hivatalosan 1954-ben nyerte el, amikor egyesítették az 1949-ben alapított orvosi egyetemmel.
Az 1950-es és 1960-as években gyorsan bővült: míg az 1940-es évek végén 500 hallgatója volt, az 1960-as évek végén már 21 000. Az évek során több, korábban önálló főiskolát integráltak az egyetembe, legutóbb az egészségtudományi főiskolát.
Az orvostudományi, fogászati és egészségtudományi karok a 2001. július 1-jén alapított Sahlgrenska Akadémiához tartoznak. Az egészségtudományi kar az egyetlen ilyen típusú fakultás Svédországban.
Az elmúlt 15-20 évben szinte minden tevékenységi kör számára új épületeket emeltek.

## Szervezet

### Karok
Az egyetem karai a következők:
- Sahlgrenska Akadémia (orvostudomány, fogászat és egészségtudomány)
- Természettudományi Kar
- Bölcsészettudományi Kar
- Képző-, Ipar- és Előadóművészeti Kar
- Társadalomtudományi Kar
- Üzleti, Közgazdaságtani és Jogi Iskola
- Oktatástudományi Kar
- Tanárképzési Tanács
- Informatikai Kar[4]

## Személyek
- Itt dolgozik Arvid Carlsson, Fiziológiai és orvostudományi Nobel-díjas (2000)[1]